# Вортінгтон-Гіллс (Кентуккі)
Вортінгтон-Гіллс (англ. Worthington Hills) — місто (англ. city) в США, в окрузі Джефферсон штату Кентуккі. Населення — 1563 особи (2020).

## Географія
Вортінгтон-Гіллс розташований за координатами 38°18′34″ пн. ш. 85°31′37″ зх. д. / 38.30944° пн. ш. 85.52694° зх. д. (38.309440, -85.527013).  За даними Бюро перепису населення США в 2010 році місто мало площу 0,64 км², уся площа — суходіл.

## Демографія
Згідно з переписом 2010 року, у місті мешкало 1446 осіб у 595 домогосподарствах у складі 402 родин. Густота населення становила 2257 осіб/км².  Було 630 помешкань (983/км²).
Расовий склад населення:
| - 62,5 % — білих - 29,5 % — чорних або афроамериканців - 3,0 % — азіатів - 0,3 % — корінних американців |

До двох чи більше рас належало 3,9 %. Частка іспаномовних становила 4,1 % від усіх жителів.
За віковим діапазоном населення розподілялося таким чином: 24,3 % — особи молодші 18 років, 70,0 % — особи у віці 18—64 років, 5,7 % — особи у віці 65 років та старші. Медіана віку мешканця становила 34,1 року. На 100 осіб жіночої статі у місті припадало 89,3 чоловіків;  на 100 жінок у віці від 18 років та старших — 85,0 чоловіків також старших 18 років.
Середній дохід на одне домашнє господарство  становив 65 987 доларів США (медіана — 60 278), а середній дохід на одну сім'ю — 73 174 долари (медіана — 68 350). Медіана доходів становила 43 438 доларів для чоловіків та 38 676 доларів для жінок. За межею бідності перебувало 11,6 % осіб, у тому числі 16,5 % дітей у віці до 18 років та 4,9 % осіб у віці 65 років та старших.
Цивільне працевлаштоване населення становило 937 осіб. Основні галузі зайнятості: освіта, охорона здоров'я та соціальна допомога — 27,1 %, фінанси, страхування та нерухомість — 15,8 %, роздрібна торгівля — 11,0 %, науковці, спеціалісти, менеджери — 9,4 %.